# フーゴー・ライヒテントリット

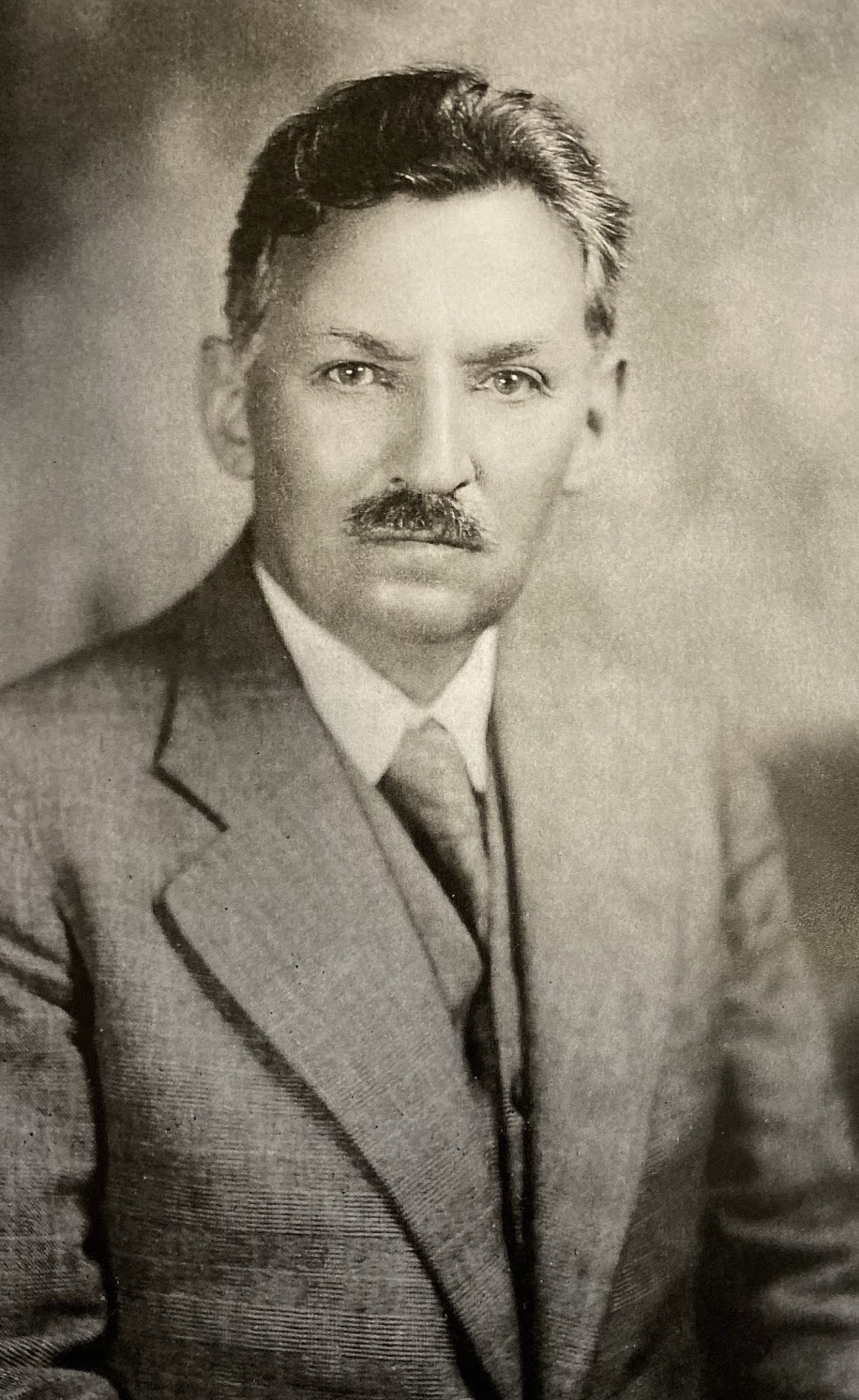
フーゴー・ライヒテントリット

フーゴー・ライヒテントリット（Hugo Leichtentritt, 1874年1月1日 - 1951年11月13日）は、アメリカ合衆国の音楽学者。ドイツ系ユダヤ人と東欧系ユダヤ人の血を引く。

## 略歴
ドイツ帝国ポーゼン管区プレシェン（現在のポーランド・ヴィエルコポルスカ県プレシェフ）生まれ。15歳で、アメリカ合衆国に渡る。マサチューセッツ州サマヴィルのハイスクールに通学した。その後ハーヴァード大学でジョン・ノウルズ・ペインに師事して1894年に文学士を取得したのち、王立ベルリン高等音楽学校において学習を続け、1901年に学位論文『劇場人ラインハルト・カイザー（Reinhard Keiser in seinen Opern ）』によって博士号を請求した。同年から1924年まで作曲法や音楽史・音楽美学の講師としてクリントヴォルト＝シャルヴェンカ音楽院に勤める。その上さらに、『音楽報知新聞（Allgemeine Musikzeitung ）』や『フォス日報（Vossische Zeitung ）』、『音楽（Die Musik ）』誌および『楽壇警報（Signale für die musikalische Welt ）』誌に音楽評論を寄稿しながら、『ニューヨーク音楽新報（New Yorker Musical Courier ）』やロンドンの『ミュージカル・タイムズ（Musical Times ）』誌の通信員としても活動した。1917年から1918年まで従軍記者としてドイツ陸軍に入隊した。
その後はベルリンで個人教師として作曲の指導を行なった。だが、ユダヤ系であったため、1933年にナチスから逃れるために、ドイツを離れてアメリカ合衆国に亡命せざるを得なくなり、マサチューセッツ州ケンブリッジに居を構える。1940年から定年まで母校ハーヴァード大学の教授を務めつつ、1944年までニューヨーク大学でも講義を行なった。
1951年11月13日、マサチューセッツ州ケンブリッジで死去。77歳没。

## 業績
ライヒテントリットは高度な一般教育を受けられたので、文学や語学・哲学について該博な知識を誇っていた。音楽を世界史との結び付きにおいて描き出すことができた所以である。音楽史の研究家としては、モテットやマドリガーレ、ドイツ・オペラについての重要な専門家であった。同時代の音楽にも深い関心を寄せていた。ライヒテントリットの『モテットの歴史（Geschichte der Motette ）』（1908年）や『楽式論（Musikalische Formenlehre ）』（1911年。日本語版は、『音楽の形式』（橋本清司・訳、音楽之友社、1955年））は長年にわたって参考書として使用された。最も重要な著作の一つに、米国で完成された『音楽の歴史と思想（Music, History and Ideas ）』（1938年。日本語版は、『音楽の歴史と思想 音楽はいかにみるべきか』（服部幸三・訳、国際出版社、1955年）) と、死後にニコラス・スロニムスキーの編集・加筆を経て発表された『西洋各国の音楽（Music of the Western Nations ）』（1956年刊）がある。後者は、ライヒテントリットの音楽思想が綜合的に表現されている。
ほとんどの作品が公表されなかったため、作曲家としてはまったく評価されていない。しかしながら2つのオペラを遺しており、そのうちの一つ《シチリアの男（Der Sizilianer ）》は、1920年にフライブルクにおいて初演された。新バロック様式と印象主義の特徴とを兼ね備えた作風によって、1つの交響曲といくつかの協奏曲、室内楽曲やリートを作曲した。

## 作品

### 著書
- Reinhard Keiser in seinen Opern. Ein Beitrag zur Geschichte der frühen deutschen Oper, Dissertation Berlin 1901, Berlin 1901
- Frédéric Chopin, Berlin 1905; niederländisch: Den Haag 1926
道本清一郎・譯『樂聖ショパン傳』（淡海堂出版、1943年4月）
- Geschichte der Musik, Berlin 1905
- Geschichte der Motette, Leipzig 1908
- Musikalische Formenlehre, Leipzig 1911, englisch: Musical Form Cambridge/Massachusetts 1951
- Erwin Lendvai, Berlin 1912
- Ferruccio Busoni, Leipzig 1916
- Analyse der Chopin'schen Klavier-Werke, 2 Bände, Berlin 1921
- Händel, Stuttgart/Berlin 1924
- Ignatz Waghalter, New York 1924
- Das Konservatorium der Musik Klindworth-Scharwenka. Berlin 1881-1931, Berlin 1931
- The Complete Pianoforte Sonatas of Beethoven, New York 1936
- Everybody's Little History of Music, New York 1938
- Music, History, and Ideas, Cambridge/Massachusetts 1938; span. Buenos Aires 1945; jap. Tokyo 1970
『音楽の歴史と思想 音楽はいかにみるべきか』（服部幸三・訳、国際出版社、1955年10月）
- Serge Koussevitzky, the Boston Symphony Orchestra, and the New American Music, Cambridge/Massachusetts 1946
『アメリカ音楽の展望』（斎藤博之・訳、創元社、1949年）
- Music of the Western Nations, Cambridge/Massachusetts 1956 (posthum)

### 論文
- Ein Urahne des Berliozschen Requiem, in: Allgemeine Musikzeitung 30, 1903, S. 677-681
- Über Pflege alter Vokalmusik, in: Zeitschrift der internationalen Musikgesellschaft 6, 1904/1905, S. 192-202
- Aufführungen älterer Musik in Berlin, in: Zeitschrift der internationalen Musikgesellschaft 7, 1905/1906, S. 368-372
- Was lehren uns die Bildwerke des 14.-17. Jh. über die Instrumentalmusik ihrer Zeit?, in: Sammelbände der Internationalen Musikgesellschaft 7, 1915, S.604-622
- The Renaissance Attitude toward Music, in: Musical Qarterly 1, 1915, S. 604-622
- Die Quellen des Neuen in der Musik, in: Melos 1, 1920, S. 28-33
- Nationalism and Internationalism in Music, in: Sackbut 2, 1921/22, Heft 12, S. 13-16
- Philipp Jarnach, in: Musikblätter des Anbruch 5, 1923, S. 258-262
- Das Händelsche Opernwerk, in: Die Musik 16, 1923/24, S. 551-557
- German Music of the Last Decade, in: Musical Qarterly 10, 1924, S. 193-218
- Harmonic Daring in the 16th Century, in: Modern Music 5, 1927/28, Heft 1, S. 12-21
- Schönberg and Tonality, in Modern Music 5, 1927/28, Heft 4, S. 3-10
- Schubert's early operas, in: Musical Quarterly 14, 1928, S. 620 638
- Arnold Schönbergs op.19, in: Die Musik 25, 1932/33, S. 405-412
- Bartók and the Hungarian Folk-Song, in: Modern Music 10, 1932/33, S. 130-139
- Handel's Harmonic Art, in: Musical Qarterly 21, 1935, S. 208-223
- On Editing Netherlands Music, in: Musical Mercury 2, 1935, S. 5-11
- On the Prologue in Early Opera, in: Papers of the American Musicological Society 1936, S. 88-95
- The Reform of Trent and Its Effect on Music, in: Musical Quarterly 30, 1944, S. 319-328

### 校訂・編集

#### 楽譜
- H. Praetorius, Ausgewählte Werke, Leipzig 1905
- Meisterwerke der Tonkunst, Leipzig 1905
- J. Schenk, Scherzi musicali, Amsterdam 1907
- Dt. Hausmusik aus vier Jh., Band 1, Berlin 1907
- A. Hammerschmidt, Ausgewählte Werke, Leipzig 1910
- T. Traetta, Ausgewählte Werke, Leipzig 1914
- L. van Beethoven, 7 Ouv., New York 1938
- P. Čajkovskij, Orchestral Works, New York 1939
- W.A. Mozart, Symph. KV 385, 504, 543, 550, 551, New York 1939
- J. Brahms, Var. on a Theme by Joseph Haydn, Symphony Nr.1 und 2, New York 1939

#### 書籍
- L. Bussler, Praktische Harmonielehre (1875), erweitert Berlin 1903
- L. Bussler, Der strenge Satz in der musikalischen Kompositionslehre (1877), rev. Berlin 1905
- L. Bussler, Musikalische Formenlehre (1878), erweitert Berlin 1909
- A.W. Ambros, Geschichte der Musik, Band 4 (1878, posthum), Leipzig 1909
- L. Bussler, Kontrapunkt und Fuge im freien (modernen) Tonsatz (1878), erweitert Berlin 1912
- L. van Beethoven, Briefe, Leipzig 1912
- W. A. Mozart, Briefe, Leipzig 1912
- J.C. Lobe, Katechismus der Musik (1851), Leipzig 1913

## 参考資料
- フーゴー・ライヒテントリットの著作およびフーゴー・ライヒテントリットを主題とする文献 - ドイツ国立図書館の蔵書目録（ドイツ語）より。
- フーゴー・ライヒテントリット - Lexikon verfolgter Musiker und Musikerinnen der NS-Zeit (LexM)